# Tim Versnel
Tim Bernhard Versnel (Büren (Bondsrepubliek Duitsland), 8 april 1987) is een Duits-Nederlandse politicoloog, bestuurder en VVD-politicus. Sinds 16 juni 2022 is hij wethouder van Rotterdam.

## Biografie
Versnel is in het Duitse Büren geboren, zijn vader is Duits en zijn moeder Nederlands. Op vijfjarige leeftijd verhuisde hij na de scheiding van zijn ouders naar Capelle aan den IJssel. Hij woonde later in Krimpen aan den IJssel en Rotterdam. Hij ging van 1999 tot 2005 naar het vwo op het Krimpenerwaard College in Krimpen aan den IJssel. Van 2006 tot 2012 studeerde hij politicologie aan de Universiteit Leiden en behaalde er in 2010 zijn Bachelor of Arts en in 2012 zijn Master of Science.
Versnel was van maart 2010 tot maart 2014 gemeenteraadslid namens de VVD in Krimpen aan den IJssel; vanaf 2012 als fractievoorzitter. Van januari 2012 tot februari 2018 was hij werkzaam voor de VVD; achtereenvolgens als online communicatiemedewerker, marketingadviseur en als voorlichter in de Tweede Kamerfractie. Van september tot december 2018 was hij interim voorlichter op het ministerie van Defensie.
Versnel was van maart 2018 tot maart 2022 namens de VVD gemeenteraadslid in Rotterdam. Van maart 2018 tot september 2020 was hij zelfstandig communicatie- en strategieconsultant. Van januari 2020 tot december december 2021 was hij senior behavioural design consultant bij SUE en van januari tot juni 2022 was hij hiervan directeur. Sinds 16 juni 2022 is hij namens de VVD wethouder van Rotterdam en heeft hij in zijn portefeuille Werk & Inkomen en Nationaal Programma Rotterdam Zuid.
Versnel is getrouwd.

### Bestseller 60
| Boeken met noteringen in de Nederlandse Bestseller 60 | Jaar van verschijnen | Datum van binnenkomst | Hoogste positie | Aantal weken | Opmerkingen                        |
| ----------------------------------------------------- | -------------------- | --------------------- | --------------- | ------------ | ---------------------------------- |
| Alles komt goed                                       | 2021                 | 24-02-2021            | 33              | 1            | in samenwerking met Klaas Dijkhoff |